# ویلامیرولیو
ویلامیرولیو (به ایتالیایی: Villamiroglio) یک کومونه در ایتالیا است که در استان آلساندریا واقع شده‌است. ویلامیرولیو ۹٫۷ کیلومتر مربع مساحت و ۳۳۶ نفر جمعیت دارد.